# Kråka (släkt)
Kråka var en släkt av fogdar, birkarlar, landsköpmän, nämndemän och storbönder med många ättlingar som hade säte i Sunderbyn i nuvarande Nederluleå socken, då endast Luleå socken. Benämningen Kråka nyttjades först mot slutet av 1500-talet. En teori till namnet är att släkten tycks komma från Ångermanland under 1400-talet och tidigare från Medelpad. Kramfors kommuns äldsta vapen var en sittande fågel, i folkmun Kråka. Släkten hade starka kopplingar till Stockholm vilket med all säkerhet hade att göra med att de var en köpmannasläkt först och främst.  
Släkten Kråka tillhörde de främsta och dominerande borgarätterna i Luleå socken under flera hundra år. De var även bland de första borgarna i nygrundade Luleå stad, nyanlagd vid sockenkyrkan år 1621 och gjorde många affärsresor till Stockholm. Som hemmansägande bönder var de år 1620 de högst taxerade i Sunderbyn.
Anfadern till släkten Kråka i Sunderbyn var Anders Larsson. Det framgår av ett arvskifte år 1590 i Stockholm efter Anna Andersdotter, boende på bland annat Skeppar Karls gränd i dåtidens Stockholm, dagens Gamla Stan. Arvingarna efter Anna var hennes bröder Hans Andersson i byn Vitån och Nils Andersson i "Söderbyn" - gammalt namn för Sunderbyn -, samt systern Brita Andersdotter i Bredåker, alla i Luleå socken. Andra som ärvde var systersonen Nils Torbjörnsson i Sjulnäs i Piteå socken, son till Marjet Andersdotter gift med Torbjörn Nilsson i Sjulnäs. Far till alla syskonen uppgivna i arvet efter Anna Andersdotter var Anders Larsson i Sunderbyn, nämnd 1539 till 1560 i landskapshandlingarna för Västerbottens län. Även Sara Larsdotter och hennes systrar Gertrudh och Anna hade krav på arvslott efter Anna Andersdotter. Annas begravning bokfördes i kyrkans räkenskaper för Nikolai församling den 12 november 1589 såsom "(salig) Oloff Knudtssons hustru (Anna)".

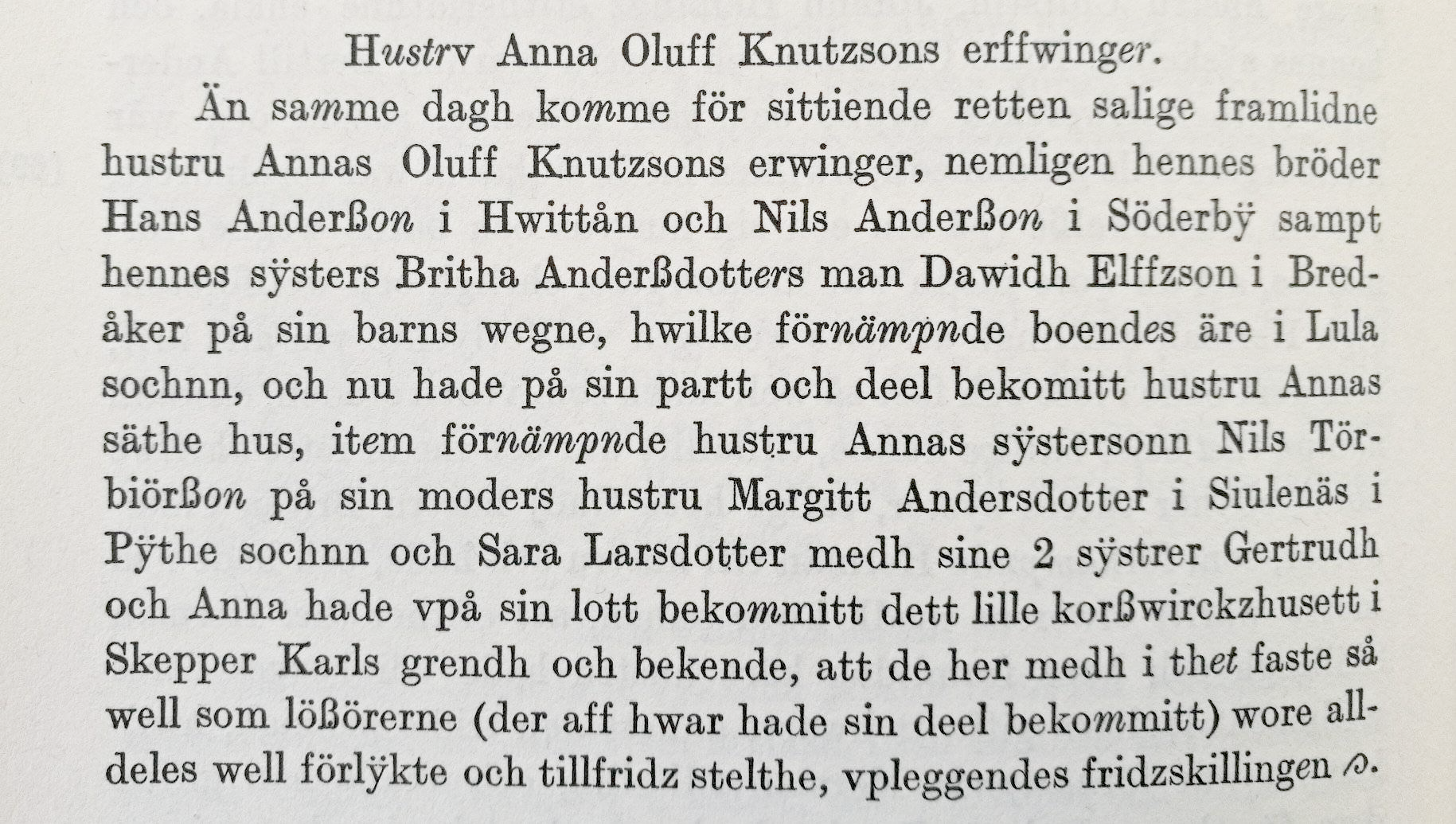
Stockholms stads tänkebok 13/5 1590, Stockholms stads tänkeböcker 1589-1561, utgivna av J. A. Almquist, Stockholm 1948, s. 166.

 Annas make Olofs begravning hade införts i Nikolai församlings räkenskaper 1587.

## Mer om fadern Anders Larsson i Luleå socken
Fadern till syskonen Kråka Anders Larsson hade bland annat rysshandeln i Luleå socken. För sådan handel liksom för birkarlahandel betalade köpmännen pengar. År 1543 betalade han som ”Ands Larson i Swndbyn” tre öre för att handla med ryssarna. Han var en av 29 hemmansägande bönder i Luleå socken det året som betalade pengar för att handla med ryssarna. Han var även nämndeman i Luleå socken.  
Släktforskaren Richard Sunebring menar istället att en Nils Hansson Djäkne, född 1450 i Lugnvik i Bjärtrå socken och död 1498 i Sunderbyn, är anfader till Kråkasläkten. Men Sunebring kan inte med källor härleda Nils Hansson Djäkne i Bjärtå socken till Sunderbyn i Luleå socken, bland annat för att landskapshandlingarna börjar 1539, hela 41 år efter Nils Djäkne avled enligt Sunebring.  
Det fanns en "Nils Helsingh" i Sunderbyn, det vill säga en man från Hälsingland, men denne är inte släkt med Kråka-familjen.  

## Bomärke
Ett upp och ned vänt "V" med "I" i mitten är Kråkas bomärke (bildar en kråkfot).
Även ett bomärke föreställandes en nyckel har använts. I det sammanhanget bör nämnas att Luleå stads vapen är idag två korslagda nycklar.

## Kråkgränd i Gamla Stan

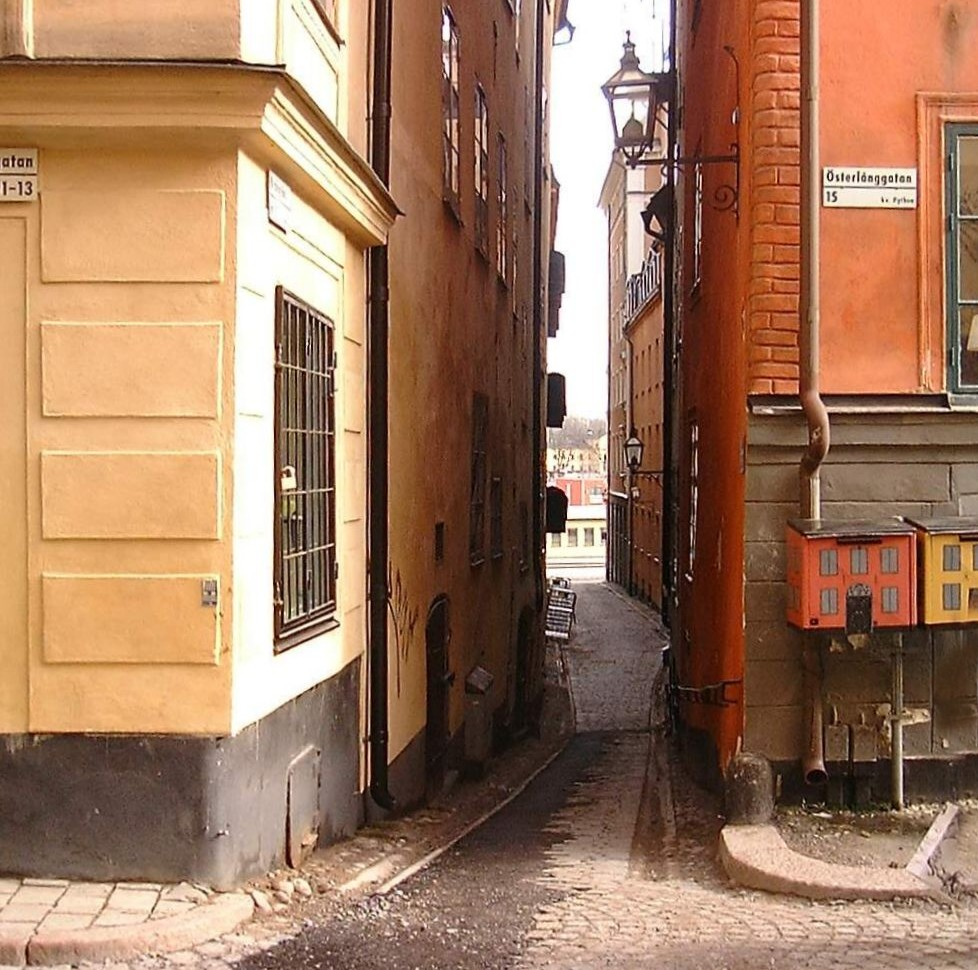
Kråkgränd mot öst 2007

Kråkgränd i Gamla Stan i Stockholm är uppkallad efter Knut Nilsson Kråka. Denne köpte 1606, 1607 och 1609 olika hus och tomter i Olof Lumpes gränd, som därav fick namnet Knut Kråkas gränd och senare Kråkens och Kråkans gränd för att idag heta Kråkgränd. Den 16 november 1613 bestod Knut Kråkas hushåll i östra kvarteret av ett hjonelag (Knut med hustru Karin), två drängar och fyra pigor. År 1614 fanns i Knut Kråkas hushåll han själv med hustru, hustruns syster, tre drängar samt två pigor. Samma år betalade Knut Kråka i örespenningar för Älvsborgs lösen 28 riksdaler; det var mer än dubbelt så mycket som någon annan i östra kvarteret betalade, men Peter Kruse i södra kvarteret betalade 56 riksdaler och stadens i särklass rikaste borgare Mårten Trotzig betalade 84 riksdaler.

## Kråkhemmanet i Sunderbyn

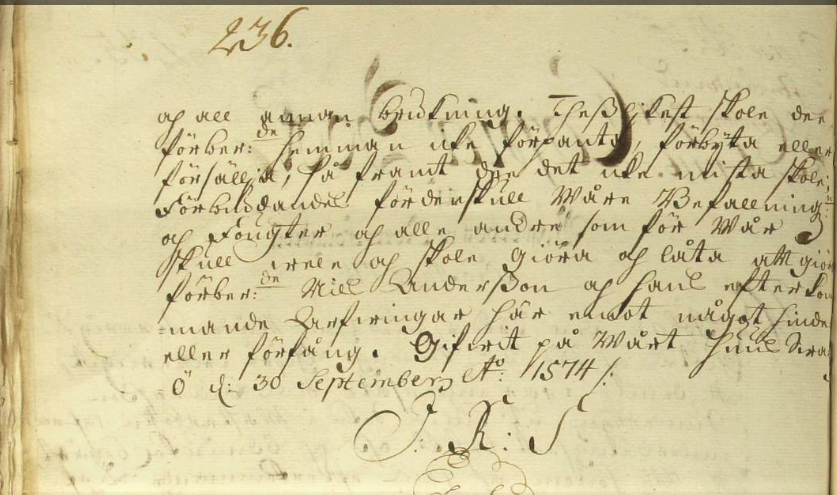
Kopia från år 1715 av brev från kung Johan III till Nils Andersson i Sunderbyn i Luleå socken, daterat 30/9 1574.

Nils Andersson (Kråka) hade 1574 begärt av kung Johan III att få köpa hemmanet i Sunderbyn och att det skulle tillhöra honom och hans arvingar. I ett brev från kung Johan III till Nils godkändes hans begäran. Det framkom att hemmanet var "Wårt [kungens] och Cronones Kyrckiohemman" och att Nils betalade 400 örtugar och daler tjugo "stycken". Kravet från kungen var att hemmanet skulle beskattas och hållas med byggnader samt att hemmanet skulle gå i familjen och inte fick pantas in - det vill säga fick inte belånas -, bytas eller säljas: ”skole dee [Kråkafamiljen] förber:de hemman icke förpanta, förbÿta eller försällja, så framt dee det icke miste skole”. Kravet från kung Johan var alltså för att familjen inte skulle förlora hemmanet.
Nils Andersson (Kråka) är enligt Norrbottens länsmuseum den första av släkten som uppträder i historiska källor då denne år 1574 köpte kyrkohemmanet i Sunderbyn. Denne tvingades sedan låta köpet återgå år 1579. Släktens stamhemman var det som senare kom att få nummer 21 och benämndes ännu 1950 som ”Kråkhemmanet” och moränhöjden där gården legat fick därefter namnet Kråkberget.
Att Nils Andersson var förste medlem av släkten Kråka i Sunderbyn motsägs emellertid av arvet 1590 efter Anna i Stockholm där fadern till Anna och hennes syskon, varav en var brodern Nils Andersson, nämndes vara Anders Larsson i Sunderby. Det vill säga samme  Anders Larsson i Sunderbyn som skrevs in i byn från och med 1539 - med en son - till och med 1559 (Luleå socken saknas 1560) i landskapshandlingarna för stora Västerbottens län.

## Kråkberget
Namnen Kråkberget och Kråkänget i Sunderbyn anses stamma från släkten Kråka. 

## Kråkbergsvägen
Släkten Kråka har även gett upphov till gatunamnet Kråkbergsvägen i Södra Sunderbyn, Luleå.

## Medlemmar av släkten
- Anders Larsson (nämnd 1539-1560 i Sunderbyn). Rysshandlare, hemmansägare och nämndeman. Barn: Anna Andersdotter i Stockholm, Hans Andersson i byn Vitån i Luleå socken, Nils Andersson i Sunderbyn - "Söderbyn" - i Luleå socken, Brita Andersdotter i Bredåker i Luleå socken gift med David Elofsson och Marjet Andersdotter gift med Torbjörn Olofsson i byn Sjulnäs i Piteå socken.
- Barn: Nils Andersson Kråka (c.1545-1600). Bosatt i Sunderbyn och i Stockholm. Landsköpman, birkarl och bonde. Gift med rådmannadottern Anna Olofsdotter Holm från Stockholm (d.1638 i Stockholm), dotter till Olof Holm d.ä. (d. 1598), rådman i Stockholm.[15]
- Barn: Hans Andersson i Vitån i Luleå socken.
- Barn: Anna Andersdotter (-1589). Bosatt i Stockholm på Skeppar Karls gränd, ägde flera fastigheter i Stockholm och på Södermalm. Gift med Olof Knutsson (-1587).
- Barn: Brita  Andersdotter. Gift med David Elofsson i Bredåker i Luleå socken.
- Barn: Marjet Andersdotter. Gift med Torbjörn Olofsson i byn Sjulnäs i Piteå socken.
- Anders Nilsson Kråka (c.1582-1648 [16]). Bosatt i Sunderbyn. Borgare, birkarl, nämndeman och bonde.
- Knut Nilsson Kråka (1578-1625). Bosatt i Sunderbyn, Stockholm (Kråkgränd) och Falun. Rådman, riksdagsman i Stockholm och kunglig befallningsman på Kopparberget.
- Olof Nilsson Kråka. Bosatt i Sunderbyn och Torneå. Lappfogde i Torne, Kemi lappmarker.
- Hans Nilsson Kråka (c.1575-c.1640).  Född i Sunderbyn. Birkarl. Lappfogde i Umeå och Pite lappmark. Länsman, nämndeman och befallningsman. Inskriven som borgare när Piteå stad bildades 1621.[17] Gift med Kerstin Larsdotter på Ede i byn Svensbyn i Piteå socken. Ede var en gammal birkarlagård.
- Nils Kråka d,y.. Bosatt i Stockholm. Rådman vid Stortorget.
- Henrik Hansson Kråka adlad Krakenhoff nr 403 (-1680). Överstelöjtnant i Erfurt. Gift c.1644 med Anna Katarina, oäkta dotter till Greve Anton Heinrich Schwarzburg-Sondershausen. Gick under namnet von Krackenhoff i Tyskland. Medlem nr 209 i Die Fruchtbringende Gesellschaft med titeln "der Befriedigende".
- Sophia Andersdotter Kråka (1717-1797). Bosatt i Luleå och Lövånger. Gift med Jonas Jonsson Nordvall. De fick sonen Erik Nordvall som adlades Erik Nordewall nr 2257 och gifte sig med Fredrika Catharina Branting.[18]
- Olof Andersson Kråka (1620-1685). Borgare, skeppare, handelsman, sexman och borgmästare i Luleå.
- Anders Olofsson Kråka (-1703). Borgare, rådman och handelsman i Luleå.
- Peter Eriksson Kråka (1714-1747). Rådman.
- Anders Andersson Kråka (1671-1740). Rådman och handelsman i Luleå.
- Erik Andersson Kråka (1673-1735). Rådman och handelsman i Luleå.
- Olof Olofsson Kråka (-1697). Bonde i Sunderbyn, borgare och handelsman i Luleå.

## Ättlingar till släkten
- Johan Sundelin (1767–1825). Häradshövding S. Västerbotten, Borgmästare i Umeå och Luleå. Släkt via sin moder Margareta Kråka (1731–1806).
- Petrus Nicolaus Sundelin (1808–1843). Borgmästare i Luleå. Släkt via Margareta Kråka (1731–1806) och släkten Sundelin.
- Maud Adams (1945-). Skådespelerska.[8] Släkt via Brita Andersdotter Kråka (1605–1695) och släkterna Jönsdotter, Larsdotter, Johansson, Larsson, Utterström, Vikström
- Marika Lagercrantz (1954-). Skådespelerska. Släkt via Sofia Andersdotter Kråka (1717–1797) och släkterna Nordewall, Zethelius, Lagercrantz.
- David Lagercrantz (1962-). Författare. Släkt via Sofia Andersdotter Kråka (1717–1797) och släkterna Nordewall, Zethelius, Lagercrantz.